# 奥兰联盟
奥兰联盟（瑞典語：Åländsk Samling）是芬兰奥兰自治区中由主要政党组成的一个政治联盟。该联盟参加竞选芬兰议会中的分配给奥兰选区的席位。奥兰选区选出的议员通常与芬兰瑞典族人民党的议员一起组成瑞典族议会党团。
不论其居民数量如何，奥兰自治区在芬兰议会中总是有一个名额。奥兰选区是芬兰议会选举中的一个选区。在奥兰自治区活动的政党跟在芬兰大陆活动的政党不同，这些政党参与芬兰议会、自治区区议会及市镇议会的选举。但在芬兰总统和欧洲议会选举中奥兰居民跟芬兰大陆居民从相同的竞选名单中投票。除了奥兰联盟之外，奥兰自由主义者也参与芬兰议会选举。

## 历史
奥兰联盟在1948年首次参与芬兰全国的选举，当时在芬兰议会选举中赢得了一个席位。自此该联盟在芬兰议会的每次选举中都保持了该席位，在芬兰全国范围内的得票率为0.2%到0.4%。